# Caladoc
Caladoc é uma casta de uva originária da França, plantada principalmente nas regiões viníferas do sul, como o Languedoc. Essa variedade é um cruzamento entre uvas Grenache e Malbec criada por Paul Truel em 1958 no Instituto Nacional da Pesquisa Agronômica (INRA).
Uvas Caladoc possuem altos níveis fenólicos, gerando vinhos com tons tintos escuros e quantidades de tanino significativas. Em blends, a uva contribui para o aroma do vinho, dividindo muitos dos aromas frutados de suas uvas antecessoras.

## Regiões de plantio
Uvas Caladoc não são permitidas em vinhos de Appellation d'origine contrôlée (AOC). Diversos produtores do sul da França experimentaram com a variedade em blends para vin de pays. Fora da França, há cultivo limitado da variedade no Líbano, na Bulgária, na Rússia, na América do Sul, em Portugal e em Israel.